# Archaeotherium
Archaeotherium är ett numera utdött släkte av partåiga hovdjur. Detta släkte existerade i Nordamerika under senare eocen och oligocen för cirka 37 till 23 miljoner år sedan.
Den till storleken största arten inom detta släkte kallad Archaeotherium mortoni, var upp till 2 meter lång och spelade troligtvis rollen som toppredator i dess samtida näringskedja. Märken i ben av kamelliknande utdöda djur av släktet Poebrotherium som hittades i samma område som Archaeotherium orsakades troligtvis av de spetsiga premolarer som Archaeotherium har. Andra medlemmar av släktet var antagligen allätare.
Familjen Entelodontidae där släktet ingår antogs tidigare vara nära släkt med svindjuren. Studier från 2008 och 2009 visade däremot att familjens medlemmar är närmare släkt med flodhästar och valar.